# Stenkenberg
Stenkenberg ist eine Hofschaft in Halver im Märkischen Kreis im Regierungsbezirk Arnsberg in Nordrhein-Westfalen (Deutschland).

## Lage und Beschreibung
Stenkenberg liegt auf 362 m ü. NHN südwestlich vom Halveraner Hauptort oberhalb der Ennepe. Nachbarorte sind Birkenbaum, Lausberge, Hulvershorn, Hesseln, Hefendehl, Gesenberg und Im Sumpf. Der Ort ist über Nebenstraßen zu erreichen, die den Hauptort mit dem Ortsteil Anschlag verbinden. 
Östlich erhebt sich eine Anhöhe mit 397,7 m ü. NHN, südlich verläuft die Trasse der stillgelegten Wuppertalbahn.

## Wirtschaft und Infrastruktur

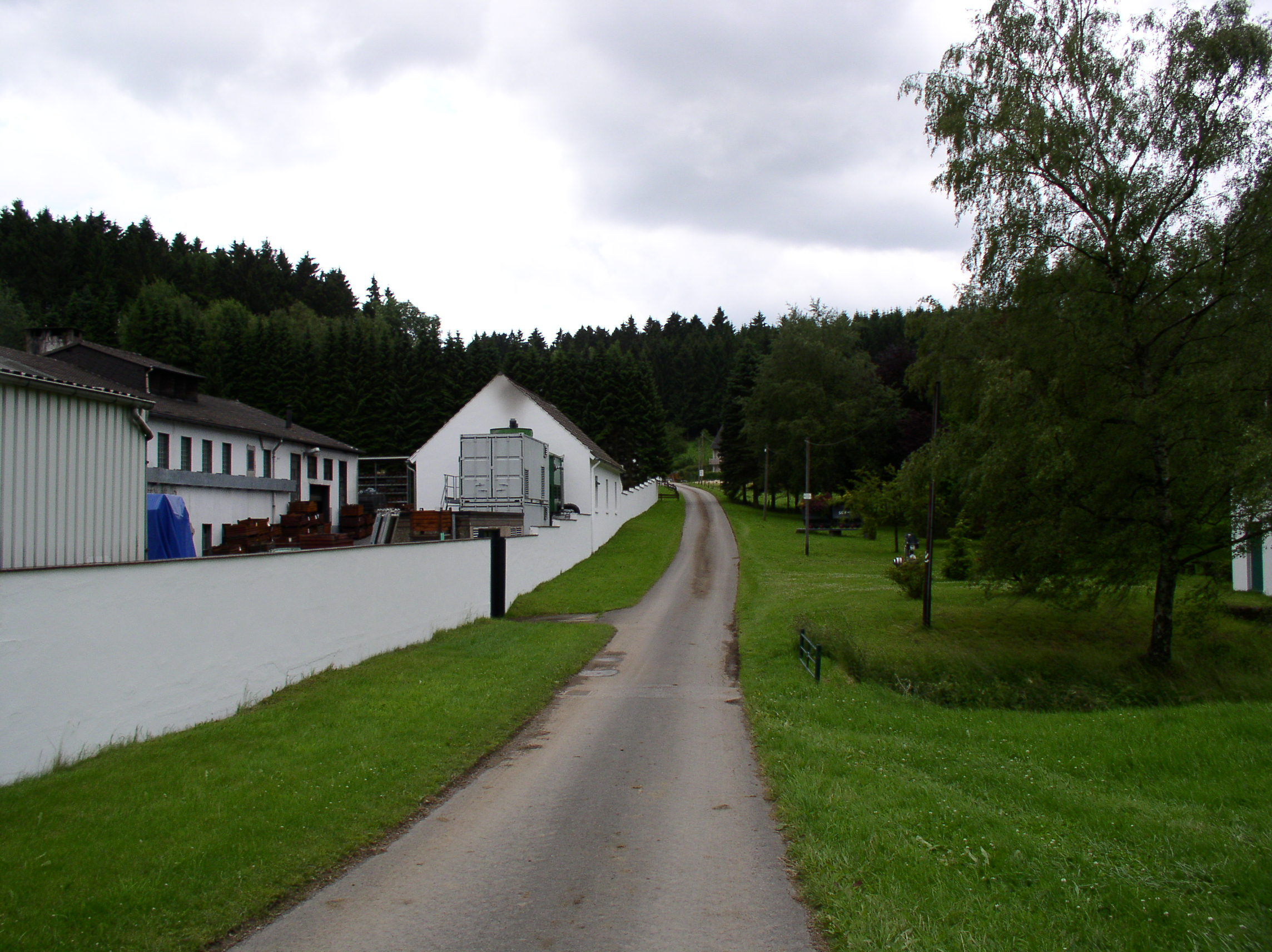
Die Zufahrt zu Stenkenberg führt am Gewerbebetrieb vorbei

In Stenkenberg befindet sich direkt an der Ennepe ein metallverarbeitender Betrieb, der aus einem Schleifkotten am Fluss hervorgegangen ist.

## Geschichte
Stenkenberg wurde erstmals 1420 urkundlich erwähnt, die Entstehungszeit der Siedlung wird aber für den Zeitraum zwischen 1200 und 1300 am Ende der mittelalterlichen Rodungsperiode vermutet. Stenkenberg ist ein Abspliss der Hofschaft Lausberge.
Um 1500 ist durch Urkunden belegt, dass der Hof Stenkenberg zur Hälfte dem bergischen Amt_Beyenburg abgabenpflichtig war. Die Gerichtsbarkeit des Hofs unterstand einem extra für die bergischen Höfe im ansonsten märkisch beherrschten Kirchspiel Halver bestellten bergischem Richter, was häufig zu Streit mit dem für das Kirchspiel eigentlich zuständigen märkischen Gografen führte.
1818 lebten 24 Einwohner im Ort. 1838 gehörte Stenkenberg der Lausberger Bauerschaft innerhalb der Bürgermeisterei Halver an. Der laut der Ortschafts- und Entfernungs-Tabelle des Regierungs-Bezirks Arnsberg als Hof kategorisierte Ort besaß zu dieser Zeit drei Wohnhäuser, vier Fabriken bzw. Mühlen und zwei landwirtschaftliche Gebäude. Zu dieser Zeit lebten 30 Einwohner im Ort, allesamt evangelischen Glaubens.
Das Gemeindelexikon für die Provinz Westfalen von 1887 gibt eine Zahl von 24 Einwohnern an, die in fünf Wohnhäusern lebten.